# Lista dos deputados estaduais da 11.ª legislatura de Santa Catarina (1922–1924)
Lista dos deputados estaduais de Santa Catarina - 11ª legislatura (1922 — 1924).
| Nº | Deputado                        |
| -- | ------------------------------- |
| 1  | Raulino Horn                    |
| 2  | Caetano Vieira da Costa         |
| 3  | Edmundo da Luz Pinto            |
| 4  | Carlos Vítor Wendhausen         |
| 5  | José Acácio Soares Moreira      |
| 6  | Artur Ferreira da Costa         |
| 7  | João Fernandes de Sousa         |
| 8  | Hipólito Boiteux                |
| 9  | Oscar Rosas                     |
| 10 | Fúlvio Aducci                   |
| 11 | Henrique Rupp Júnior            |
| 12 | Manuel Tiago de Castro          |
| 13 | Ivo d'Aquino Fonseca            |
| 14 | Antônio Pedro de Andrade Müller |
| 15 | João de Oliveira                |
| 16 | João Pinho                      |
| 17 | Joe Collaço                     |
| 18 | Cid Campos                      |
| 19 | João Pedro de Oliveira Carvalho |
| 20 | Carlos Moreira de Abreu         |
| 21 | Luís de Vasconcelos             |
| 22 | Vítor Konder                    |
| 23 | Alvim Schrader                  |
| 24 | Manuel Deodoro de Carvalho      |